# 新井有貫
新井 有貫（あらい ありつら/あらい ゆうかん、1849年12月24日（嘉永2年11月10日） - 1909年（明治42年）12月1日）は、幕臣、日本の海軍軍人。運用、航海の大家で三浦功（以下「三浦」）とともに海軍士官の目標とされる存在であった。旧名は鐘吉。最終階級は海軍中将。墓所は青山霊園。

## 生涯

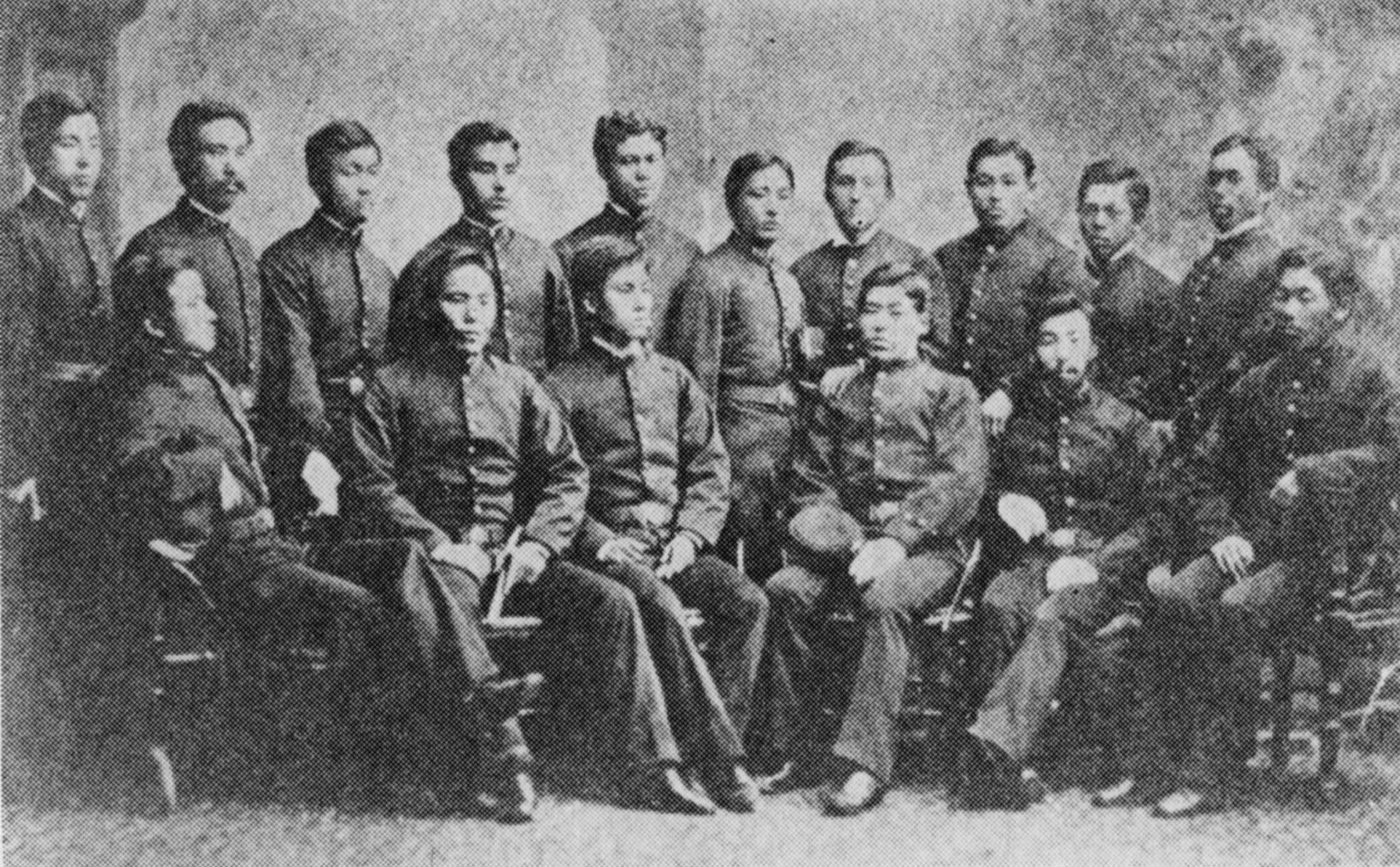
第1回遠洋航海参加生徒。前列左から雪下熊之助、上村彦之丞、後列左4人目内田正敏、山本権兵衛、9人目片岡七郎。サンフランシスコで撮影）。

幕臣出身。江戸幕府御船方の経歴を有し、1872年（明治4年）12月19日、海軍兵学寮13等出仕として海軍に入る。兵学寮は新井に船具運用を担当させる目的であった。山本権兵衛が幼年生徒初期、上村彦之丞、日高壮之丞が壮年生徒初期として在学していた時期である。初期の兵学寮では学科教育とともに、英海軍から招聘したダグラス少佐らの実地教育が重視され、同年12月15日に｢筑波｣が兵学寮所属練習船となる。新井は同艦乗組みとなり、長期にわたり在校生の指導にあたったのである。同艦は1875年（明治8年）に最初の遠洋航海にも使用され、帰国後は西南戦争に従軍した。1884年（明治17年）に同艦艦長心得となり、翌年「日進」艦長（少佐）に転じるまで｢筑波艦｣勤務が続いた。少尉から大尉時代の同僚に幕臣出身の三浦がいる。
｢千代田｣回航委員長、｢浪速｣艦長などを務め、｢扶桑｣艦長として日清戦争に従軍。黄海海戦では連合艦隊本体の殿となる同艦を指揮した。｢扶桑｣は最速13ノットで参戦した日本海軍の艦艇中｢赤城」に次いで2番目の劣速であったが、清国北洋艦隊の主力艦である｢定遠｣の突撃をかわし、同艦に砲撃を加え損害を与えた。
戦後は横須賀鎮守府軍港部長などを経て1898年（明治31年）少将へ昇進。日露戦争では大本営附となる。日本は戦利品となった露国の沈没艦船の引上げを図り、まず仁川沖海戦で自沈した露国防護巡洋艦「ヴァリャーグ」の引上げを行った。未だ戦中の1905年（明治38年）3月9日に始まった引上げ作業に責任者として成功した新井に対し、明治天皇は勅語を下している。「ヴァリャーグ」は日本海軍籍の「宗谷」となり、第一次世界大戦期に露国に返還された。
同年9月の中将進級以後、待命、休職、予備役の発令日はすべて三浦と同日であった。

## 年譜
- 1872年（明治4年）12月 - 海軍兵学寮出仕
- 1873年（明治6年）10月 - 海軍中尉

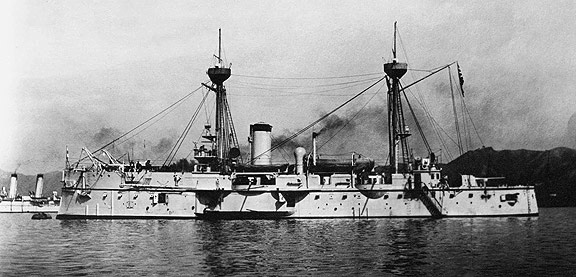
新井が2度艦長を務め、日清戦争を戦った｢扶桑｣

- 1874年（明治7年）6月 - 海軍兵学寮出勤・「筑波」乗組み（西南戦争）
- 1877年（明治10年）12月 – 海軍大尉
- 1880年（明治13年）2月 - 海軍少佐、「筑波」副長
- 1884年（明治17年）12月 - 「筑波」艦長心得
- 1885年（明治18年）6月 - 「日進」艦長
- 1886年（明治19年）
  - 4月 - 海軍中佐、待命
  - 7月 - 海軍大佐、「海門」艦長
- 1888年（明治21年）6月 - ｢扶桑｣艦長
- 1889年 （明治22年）5月 - 横須賀鎮守府予備艦総理兼航海部長、横予備艦長兼横知港事
- 1890年（明治23年）1月 - 「千代田」艦長・英国出張
- 1891年（明治24年）
  - 6月 - 「浪速」艦長
  - 12月 - 呉知港事兼呉予備艦船部長
- 1893年（明治26年）5月 - 横須賀鎮守府予備艦船部長兼横知港事

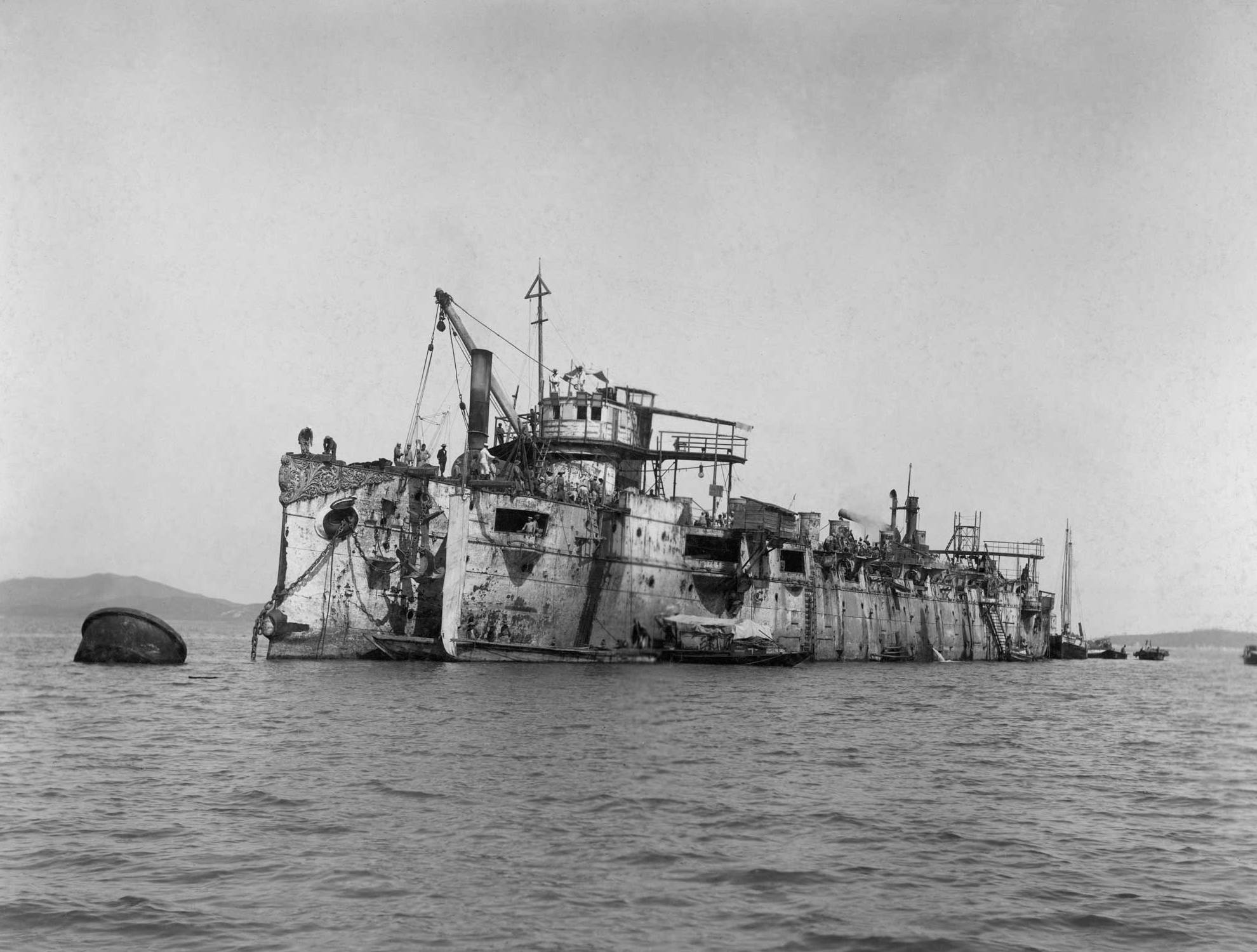
引揚げられた「ヴァリャーグ」

- 1894年（明治27年）7月 - 「扶桑」艦長
- 1895年（明治28年）11月 - 横須賀鎮守府予備艦船部長兼横知港事
- 1897年（明治30年）10月 - 横須賀鎮守府軍港部長
- 1898年（明治31年）5月 - 海軍少将
- 1900年（明治33年）5月 - 横須賀港務部長兼予備艦船部長
- 1901年（明治34年）7月 - 待命
- 1902年（明治35年）7月 - 休職
- 1904年（明治37年）2月 - 大本営附
- 1905年(明治38年）
  - 9月 - 海軍中将
  - 12月 - 待命
- 1906年（明治39年）12月 - 休職
- 1907年（明治40年）2月14日 - 予備役[9]

## 栄典
叙位
- 1897年（明治30年）12月28日 - 正五位[10]
- 1904年（明治37年）8月12日 - 従四位[11]
- 1907年（明治40年）3月11日 - 正四位[12]

勲章等
- 1895年（明治28年）
  - 9月27日 - 旭日小綬章・功四級金鵄勲章[13]
  - 11月18日 - 明治二十七八年従軍記章[14]
- 1896年（明治29年）5月26日 - 勲三等瑞宝章[15]
- 1902年（明治35年）5月10日 - 明治三十三年従軍記章[16]
- 1905年（明治38年）11月30日 - 勲二等瑞宝章[17]
- 1906年（明治39年）4月1日 - 旭日重光章、明治三十七八年従軍記章[18]

外国勲章佩用允許
- 1906年（明治39年）3月23日 - 大韓帝国：勲一等八卦章（朝鮮語版）[19]